# RIJKS®

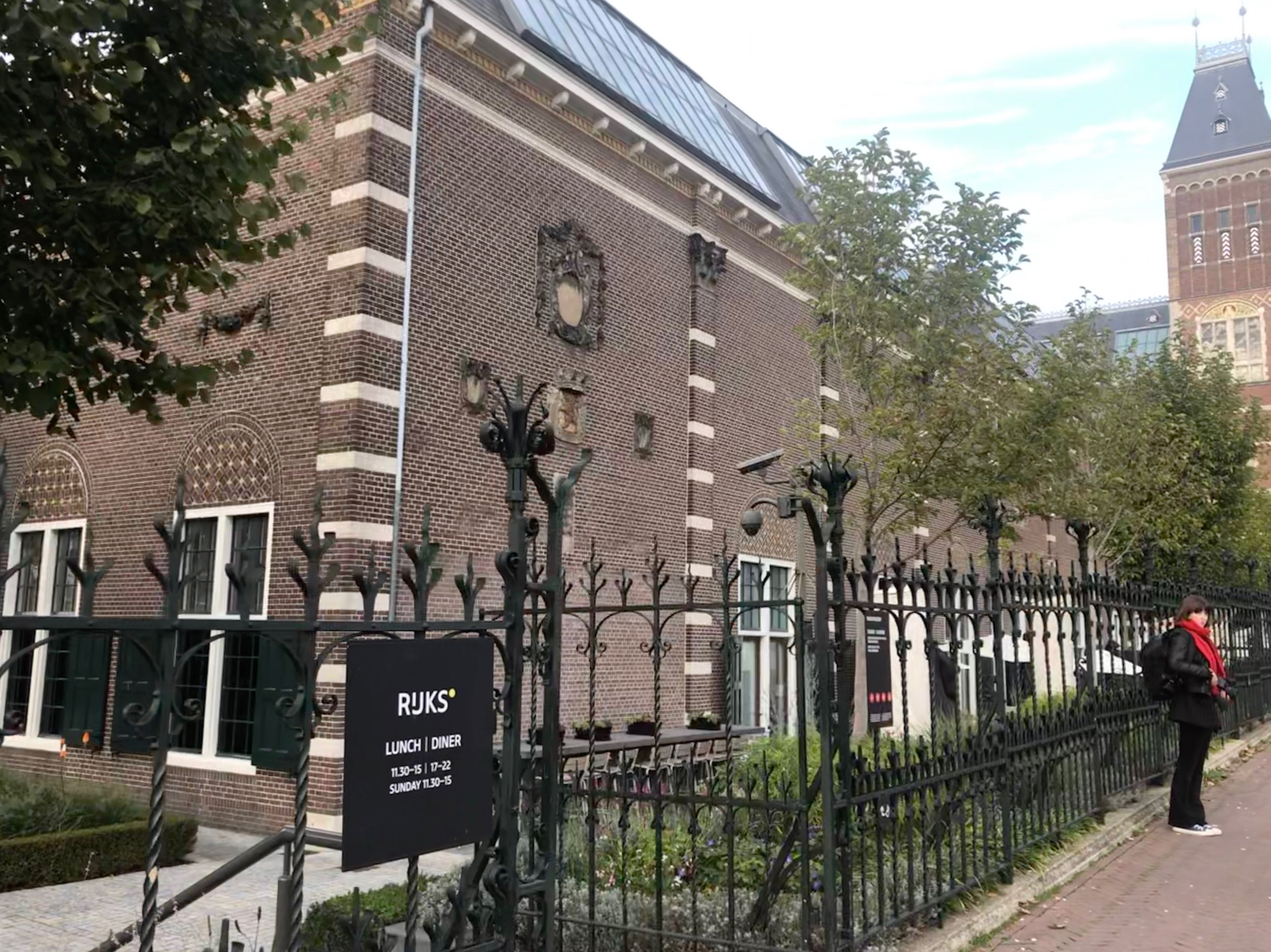
Buitenzijde van het restaurant in de Druckeruitbouw met op de achtergrond een toren van het Rijksmuseum

RIJKS® is een restaurant in Amsterdam. Het heeft sinds 2017 een Michelinster.

## Locatie
Het restaurant is gevestigd in de Druckeruitbouw van het Rijksmuseum in Amsterdam. Nadat de grootschalige verbouwing van het museum in 2014 werd afgerond opende het restaurant op de begane grond. 

## Geschiedenis
RIJKS® opende op 1 november 2014 zijn deuren. De exploitatie werd via een joint venture in handen gegeven aan de horecaonderneming de Vermaat Groep die ook de andere horecagelegenheden in het museum verzorgt. Het Rijksmuseum ontvangt over een deel van deze horecaopbrengsten publieksinkomsten. Het restaurant borduurt voort op de collectie van het museum door speciale aandacht te geven aan Nederlandse streekproducten, maar ook aan die uit landen waarmee Nederland in het verleden contacten heeft gehad. 

### Joris Bijdendijk
Joris Bijdendijk van restaurant Bridges werd aangetrokken als chef-kok. Hij introduceerde er zijn keuken van de Lage Landen, ook wel Low Food genoemd, gekenmerkt door het gebruik van Nederlandse producten. Daarnaast maakt hij gebruik van internationale smaken die de Nederlandse keuken hebben beïnvloed. Een aantal keren per jaar nodigt hij een internationaal vermaarde gastchef uit, zoals Jorge Vallejo van restaurant Quintonil in Mexico-Stad. In 2017 presenteerde Bijdendijk zijn kookboek Bijdendijk. Een keuken voor de Lage Landen, waarin hij het aanbod van Nederlandse en Belgische producten onder de aandacht wil brengen.

### Onderscheiding
Eind 2016 werd bekend dat het restaurant in de Michelingids voor 2017 een Michelinster kreeg. Op dat moment was het, met 130 couverts, het grootste restaurant van Nederland met een Michelinster. GaultMillau gaf het in 2019 16,5 van de 20 punten, voor 2020 kwam daar een halve punt bij.